# Малый (Красносулинский район)
Малый — посёлок в Красносулинском районе Ростовской области, у границы с Украиной.
Входит в состав Гуково-Гнилушевского сельского поселения.

## География
В посёлке имеется одна улица: Шахтная.

## Население
| 2010 |
| ---- |
| 25   |